# Basil Szaban
Basil Szaban (ur. 27 marca 1980 w Bejrucie) – libański kierowca wyścigowy.

## Kariera
Szaban rozpoczął karierę w wyścigach samochodowych w roku 2004, od startów w Brytyjskiej Formule Ford. Tu jednak nigdy nie punktował. W późniejszych latach startował także we  Włoskiej Formule 3, 3000 Pro Series, Brytyjskiej Formule 3, A1 Grand Prix oraz w Formule 3 Euro Series. W Formule 3 Euro Series występował w latach 2007-2009. W dwóch pierwszych sezonach z ekipą HBR Motorsport nigdy nie zdobywał punktów. Na sezon 2009 przeniósł się do włoskiego zespołu Prema Powerteam, gdzie uzbierał 6 punktów. Dało mu to 17. miejsce w klasyfikacji generalnej.

## Statystyki
| Sezon     | Seria                                      | Zespół          | Wyścigi | Zwycięstwa | PP | NO | Podium | Punkty | Pozycja |
| --------- | ------------------------------------------ | --------------- | ------- | ---------- | -- | -- | ------ | ------ | ------- |
| 2004      | Brytyjska Formuła Ford                     |                 | 1       | 0          | 0  | 0  | 0      | 0      | NS      |
| 2005      | 3000 Pro Series                            | Carlin / Ombra  | 5       | 0          | 0  | 0  | 0      | 0      | NS      |
| 2005      | Włoska Formuła 3                           | Ombra           | 1       | 0          | 0  | 0  | 0      | 2      | 17      |
| 2005/2006 | A1 Grand Prix                              | Team Lebanon    | 9       | 0          | 0  | 0  | 0      | 0      | NS      |
| 2006      | Brytyjska Formuła 3 – klasa narodowa       | Comtec F3       | 4       | 0          | 0  | 0  | 0      | 0      | NS      |
| 2006/2007 | A1 Grand Prix                              | Team Lebanon    | 6       | 0          | 0  | 0  | 0      | 0      | NS      |
| 2007      | Formuła 3 Euro Series                      | HBR Motorsport  | 20      | 0          | 0  | 0  | 0      | 0      | NS      |
| 2008      | Formuła 3 Euro Series                      | HBR Motorsport  | 20      | 0          | 0  | 0  | 0      | 0      | NS      |
| 2008      | Brytyjska Formuła 3 – klasa międzynarodowa | HBR Motorsport  | 2       | 0          | 0  | 0  | 0      | 0      | NS      |
| 2008      | Grand Prix Makau                           | HBR Motorsport  | 1       | 0          | 0  | 0  | 0      | N/A    | NS      |
| 2008      | Masters of Formula 3                       | HBR Motorsport  | 1       | 0          | 0  | 0  | 0      | N/A    | NS      |
| 2009      | Formuła 3 Euro Series                      | Prema Powerteam | 20      | 0          | 0  | 0  | 1      | 6      | 17      |
| 2009      | Masters of Formula 3                       | Prema Powerteam | 1       | 0          | 0  | 0  | 0      | N/A    | 12      |